# Карін Меце
Карін Меце (нім. Karin Metze, 21 серпня 1956) — німецька академічна веслувальниця.
Олімпійська чемпіонка 1976 (розпашні четвірки зі стерновою), 1980 (вісімки) років.
Чемпіонка світу 1977 року в складі вісімки.